# Justicia adhatoda
Justicia adhatoda L., 1753 è una pianta medicinale della famiglia Acanthaceae, nativa dell'Asia.

## Nomi comuni
La pianta ha diversi nomi in varie lingue:
- Malabar-nut (Fonte: CRC MedHerbs) – English
- Malabar-nut-tree (Fonte: Herbs Commerce ed2) – English
- Pavettia (Fonte: CRC MedHerbs) – English
- Ya zui hua (Fonte:  F ChinaEng) – Transcribed Chinese
- Adotodai (Fonte: CRC MedHerbs) – India
- Basak (Fonte: Flow India) – India (Bengali)
- Vasaka (Fonte:  Wealth India RM ed2) – India (Sanskrit)

## Descrizione

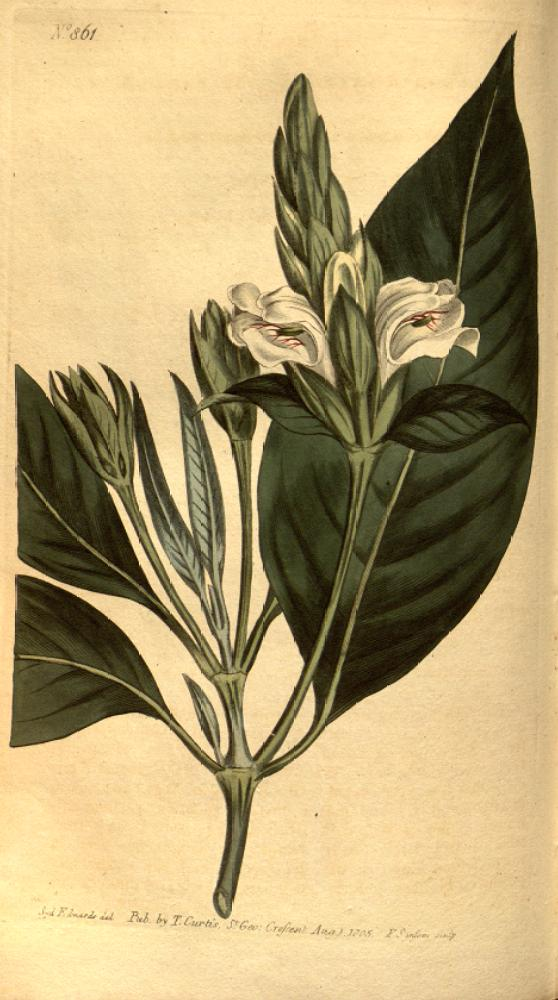
Immagine di Justicia adhatoda

Si tratta di una pianta arbustiva sempreverde, con rami ramificati che cresce fino a 2-2,5 metri.
Possiede foglie lanceolate 10-15 centimetri di lunghezza per quattro di larghezza, disposte in modo opposto, con bordi smussati, portate da brevi piccioli. Una volta essiccate assumono un colore opaco marrone verde. Se ingerite hanno un sapore amaro. Quando la foglia viene trattata con cloralio idrato ed esaminata al microscopio possono essere visti gli stomi ovali. 
L'epidermide reca da uno a tre peli unicellulari verrucosi, e piccoli peli ghiandolari. Cistoliti possono esserci sotto l'epidermide della parte inferiore del bordo.
I fiori sono bianchi, di 3 cm di lunghezza circa.
I semi orbicolari di 2–3 mm, glabri.
La fioritura avviene tra novembre-aprile in pianura, luglio-ottobre in collina. 

## Distribuzione e habitat
La pianta si ritrova in Afghanistan, Pakistan, Nepal, Himalaya, India, Sri Lanka, Bangladesh, Myanmar, Vietnam e Laos.

## Composizione chimica
Sono presenti diversi alcaloidi nelle foglie. Il più importante è la vasicina, un alcaloide della chinazolina che è responsabile dell'attività medicinale della pianta. La resa officinale della vasicina nella pianta è stata misurata pari a 0,541 - 1,1% in peso secco.

## Proprietà fitoterapiche
Questa pianta ha una serie di usi medicinali tradizionali.
La vasicina, il composto attivo, è stato paragonato alla teofillina sia in vitro che in vivo. Un altro principio attivo, il vasicinone, ha mostrato in vitro un'attività broncodilatatore in vitro ma l'attività broncoconstrittrice in vivo; però entrambi gli alcaloidi in combinazione (1:1) hanno mostrato marcata attività broncodilatatore in vivo e in vitro.
La vasicina mostra anche una forte attività stimolante il sistema respiratorio (analettica), ha moderata attività ipotensiva; mentre il vasicinone è privo di queste attività. Gli studi clinici di un farmaco commerciale contenente vasicinone e vasicinone (?) non hanno rivelato alcun effetto collaterale durante il trattamento dell'asma bronchiale.
La presenza dei due principi attivi varia a seconda del periodo di raccolta della pianta.

### Usi
Dalle foglie può essere ottenuto un insetticida.

### Usi terapeutici
In generale la pianta ha proprietà anti-infiammatorie, analgesiche, espettoranti, diuretiche, anti-asma e proprietà abortive, antisettiche e antiprotozoarie ed insetticide, anche un'azione sedativa e antispasmodica.
Questa specie era nota già 3000 anni fa, quando veniva usata per il trattamento della tubercolosi, e nelle infezioni respiratorie in genere e nell'asma; inoltre, essa veniva usata per migliorare la broncodilatazione e l'espettorato. 
La medicina moderna utilizza gli ingredienti di questa pianta anche contro la febbre da fieno. L'estratto naturale agisce in vasta specie di affezioni allergiche. Inoltre, è efficace contro l'eccessivo sanguinamento dell'epistassi, è usato contro l'epatite, febbre in generale ed potologie (?) oculari (glaucoma).
In medicina omeopatica il rimedio è costituito dalle foglie e viene utilizzato per la febbre da fieno.
I suoi alcaloidi e oli essenziali contenuti soprattutto nelle foglie hanno un effetto abortivo (ossitocico) come è stato osservato in studi su ratti e conigli.
Nel 2011 si è visto che due principi attivi, contenuti nella pianta, inibiscono la crescita dello stafilococco, streptococco, del bacillo della difterite e del bacillo della tubercolosi, e anche le infezioni da protozoi; ciò grazie ai composti: vasicina acetato e la 2-acetil benzilamina presenti nell'estratto della pianta ottenuto con la distillazione con esano, con l'etilacetato e il metanolo.
Viene utilizzato anche nelle emorragia a ulcera peptica, nelle emorroidi, nella menorragia, così anche con l'applicazione topica nelle gengive sanguinanti (piorrea).
Sperimentalmente si è visto che è in grado di proteggere le cellule dal danno da radiazioni.